# Campionatul European de Handbal Feminin pentru Junioare din 1999
Campionatul European de Handbal Feminin pentru Junioare din 1999 a fost a IV-a ediție a turneului organizat Federația Europeană de Handbal și s-a desfășurat în Germania, între 20 și 29 august 1999.
România a câștigat finala și primul ei titlu, învingând Rusia cu scorul de 31–26. Germania a obținut medalia de bronz după ce a învins Suedia în finala mică, scor 25–13.

## Echipele calificate
- Croația
- Cehia
- Danemarca
- Germania
- Norvegia
- Polonia
- România
- Rusia
- Slovacia
- Suedia
- Turcia
- Ungaria

## Arbitrii
Pentru conducerea partidelor au fost selectate 7 perechi de arbitri:
| Arbitri   | Arbitri                                       |
| --------- | --------------------------------------------- |
| Belarus   | Ihar Iudhiț Serghei Kot                       |
| Macedonia | Vane Acev Aco Nikolovski                      |
| Norvegia  | Sif Kalvo Elisabeth Reymert                   |
| Serbia    | Zorica Gardinovački Branka Marić              |
| Spania    | Vicente Breto León José Antonio Huelin Trillo |
| Rusia     | Eduard Borisov Serghei Medvedev               |
| Ungaria   | Péter Herczeg Péter Südi                      |

## Grupele preliminare
Programul de desfășurare de mai jos respectă ora locală a Germaniei.
|  | Echipele calificate în semifinale |

### Grupa A
| Echipa   | M | V | E | Î | GM  | GP  | G   | Pct |
| -------- | - | - | - | - | --- | --- | --- | --- |
| România  | 5 | 5 | 0 | 0 | 151 | 106 | +45 | 10  |
| Suedia   | 5 | 4 | 0 | 1 | 132 | 105 | +27 | 8   |
| Ungaria  | 5 | 2 | 0 | 3 | 118 | 117 | +1  | 4   |
| Polonia  | 5 | 2 | 0 | 3 | 131 | 133 | −2  | 4   |
| Turcia   | 5 | 1 | 0 | 4 | 107 | 158 | −51 | 2   |
| Slovacia | 5 | 1 | 0 | 4 | 101 | 121 | −20 | 2   |

| 20 august 1999 16:00 | Suedia  | 30 – 24 | Polonia | Jahnhalle, Bad Hersfeld Asistență: 200 Arbitri: Borisov, Medvedev |
| 20 august 1999 16:00 | (17-11) |         |         | Jahnhalle, Bad Hersfeld Asistență: 200 Arbitri: Borisov, Medvedev |
| 20 august 1999 16:00 | Cronica |         |         | Jahnhalle, Bad Hersfeld Asistență: 200 Arbitri: Borisov, Medvedev |

| 20 august 1999 18:00 | România | 31 – 20 | Slovacia | Jahnhalle, Bad Hersfeld Asistență: 200 Arbitri: Marić, Gardinovački |
| 20 august 1999 18:00 | (14-8)  |         |          | Jahnhalle, Bad Hersfeld Asistență: 200 Arbitri: Marić, Gardinovački |
| 20 august 1999 18:00 | Cronica |         |          | Jahnhalle, Bad Hersfeld Asistență: 200 Arbitri: Marić, Gardinovački |

| 20 august 1999 20:00 | Ungaria | 32 - 21 | Turcia | Jahnhalle, Bad Hersfeld Asistență: 400 Arbitri: Kalvo, Reymert |
| 20 august 1999 20:00 | (13-9)  |         |        | Jahnhalle, Bad Hersfeld Asistență: 400 Arbitri: Kalvo, Reymert |
| 20 august 1999 20:00 | Cronica |         |        | Jahnhalle, Bad Hersfeld Asistență: 400 Arbitri: Kalvo, Reymert |

| 21 august 1999 16:00 | Polonia | 20 - 29 | România | Jahnhalle, Bad Hersfeld Asistență: 150 Arbitri: Kalvo, Reymert |
| 21 august 1999 16:00 |         | (9-16)  | Gâlcă 8 | Jahnhalle, Bad Hersfeld Asistență: 150 Arbitri: Kalvo, Reymert |
| 21 august 1999 16:00 | Cronica |         |         | Jahnhalle, Bad Hersfeld Asistență: 150 Arbitri: Kalvo, Reymert |

| 21 august 1999 18:00 | Turcia  | 16 - 33 | Suedia | Jahnhalle, Bad Hersfeld Asistență: 150 Arbitri: León, Trillo |
| 21 august 1999 18:00 | (7-16)  |         |        | Jahnhalle, Bad Hersfeld Asistență: 150 Arbitri: León, Trillo |
| 21 august 1999 18:00 | Cronica |         |        | Jahnhalle, Bad Hersfeld Asistență: 150 Arbitri: León, Trillo |

| 21 august 1999 20:00 | Slovacia | 21 - 18 | Ungaria | Jahnhalle, Bad Hersfeld Asistență: 150 Arbitri: Borisov, Medvedev |
| 21 august 1999 20:00 | (11-9)   |         |         | Jahnhalle, Bad Hersfeld Asistență: 150 Arbitri: Borisov, Medvedev |
| 21 august 1999 20:00 | Cronica  |         |         | Jahnhalle, Bad Hersfeld Asistență: 150 Arbitri: Borisov, Medvedev |

| 22 august 1999 16:00 | Suedia  | 24 - 16 | Slovacia | Jahnhalle, Bad Hersfeld Asistență: 200 Arbitri: Borisov, Medvedev |
| 22 august 1999 16:00 | (12-6)  |         |          | Jahnhalle, Bad Hersfeld Asistență: 200 Arbitri: Borisov, Medvedev |
| 22 august 1999 16:00 | Cronica |         |          | Jahnhalle, Bad Hersfeld Asistență: 200 Arbitri: Borisov, Medvedev |

| 22 august 1999 18:00 | România | 29 - 24 | Ungaria | Jahnhalle, Bad Hersfeld Asistență: 400 Arbitri: Acev, Nikolovski |
| 22 august 1999 18:00 | Gâlcă 8 | (15-11) |         | Jahnhalle, Bad Hersfeld Asistență: 400 Arbitri: Acev, Nikolovski |
| 22 august 1999 18:00 | Cronica |         |         | Jahnhalle, Bad Hersfeld Asistență: 400 Arbitri: Acev, Nikolovski |

| 22 august 1999 20:00 | Polonia | 40 - 26 | Turcia | Jahnhalle, Bad Hersfeld Asistență: 100 Arbitri: Marić, Gardinovački |
| 22 august 1999 20:00 | (17-12) |         |        | Jahnhalle, Bad Hersfeld Asistență: 100 Arbitri: Marić, Gardinovački |
| 22 august 1999 20:00 | Cronica |         |        | Jahnhalle, Bad Hersfeld Asistență: 100 Arbitri: Marić, Gardinovački |

| 24 august 1999 16:00 | România | 32 - 20 | Turcia | Jahnhalle, Bad Hersfeld Asistență: 200 Arbitri: Kalvo, Reymert |
| 24 august 1999 16:00 | (14-10) |         |        | Jahnhalle, Bad Hersfeld Asistență: 200 Arbitri: Kalvo, Reymert |
| 24 august 1999 16:00 | Cronica |         |        | Jahnhalle, Bad Hersfeld Asistență: 200 Arbitri: Kalvo, Reymert |

| 24 august 1999 18:00 | Ungaria | 19 - 23 | Suedia | Jahnhalle, Bad Hersfeld Asistență: 400 Arbitri: Marić, Gardinovački |
| 24 august 1999 18:00 | (8-13)  |         |        | Jahnhalle, Bad Hersfeld Asistență: 400 Arbitri: Marić, Gardinovački |
| 24 august 1999 18:00 | Cronica |         |        | Jahnhalle, Bad Hersfeld Asistență: 400 Arbitri: Marić, Gardinovački |

| 24 august 1999 20:00 | Slovacia | 23 - 24 | Polonia | Jahnhalle, Bad Hersfeld Asistență: 200 Arbitri: León, Trillo |
| 24 august 1999 20:00 | (11-11)  |         |         | Jahnhalle, Bad Hersfeld Asistență: 200 Arbitri: León, Trillo |
| 24 august 1999 20:00 | Cronica  |         |         | Jahnhalle, Bad Hersfeld Asistență: 200 Arbitri: León, Trillo |

| 25 august 1999 16:00 | Turcia  | 24 - 21 | Slovacia | Jahnhalle, Bad Hersfeld Asistență: 300 Arbitri: Iudhiț, Kot |
| 25 august 1999 16:00 | (13-10) |         |          | Jahnhalle, Bad Hersfeld Asistență: 300 Arbitri: Iudhiț, Kot |
| 25 august 1999 16:00 | Cronica |         |          | Jahnhalle, Bad Hersfeld Asistență: 300 Arbitri: Iudhiț, Kot |

| 25 august 1999 18:00 | Ungaria | 25 - 23 | Polonia | Jahnhalle, Bad Hersfeld Asistență: 200 Arbitri: Kalvo, Reymert |
| 25 august 1999 18:00 | (13-12) |         |         | Jahnhalle, Bad Hersfeld Asistență: 200 Arbitri: Kalvo, Reymert |
| 25 august 1999 18:00 | Cronica |         |         | Jahnhalle, Bad Hersfeld Asistență: 200 Arbitri: Kalvo, Reymert |

| 25 august 1999 20:00 | Suedia  | 22 - 30 | România           | Jahnhalle, Bad Hersfeld Asistență: 500 Arbitri: Borisov, Medvedev |
| 25 august 1999 20:00 |         | (12-15) | cinci jucătoare 5 | Jahnhalle, Bad Hersfeld Asistență: 500 Arbitri: Borisov, Medvedev |
| 25 august 1999 20:00 | Cronica |         |                   | Jahnhalle, Bad Hersfeld Asistență: 500 Arbitri: Borisov, Medvedev |

### Grupa B
| Echipa    | M | V | E | Î | GM  | GP  | G   | Pct |
| --------- | - | - | - | - | --- | --- | --- | --- |
| Rusia     | 5 | 4 | 0 | 1 | 126 | 107 | +19 | 8   |
| Germania  | 5 | 3 | 0 | 2 | 127 | 107 | +20 | 6   |
| Croația   | 5 | 3 | 0 | 2 | 116 | 113 | +3  | 6   |
| Danemarca | 5 | 3 | 0 | 2 | 104 | 108 | −4  | 6   |
| Norvegia  | 5 | 2 | 0 | 3 | 112 | 115 | −3  | 4   |
| Cehia     | 5 | 0 | 0 | 5 | 85  | 120 | −35 | 0   |

| 20 august 1999 16:00 | Rusia   | 25 - 19 | Cehia | Meirotels-Halle, Rotenburg an der Fulda Arbitri: Acev, Nikolovski |
| 20 august 1999 16:00 | (16-7)  |         |       | Meirotels-Halle, Rotenburg an der Fulda Arbitri: Acev, Nikolovski |
| 20 august 1999 16:00 | Cronica |         |       | Meirotels-Halle, Rotenburg an der Fulda Arbitri: Acev, Nikolovski |

| 20 august 1999 18:00 | Croația | 23 - 22 | Danemarca | Meirotels-Halle, Rotenburg an der Fulda Arbitri: Herczeg, Südi |
| 20 august 1999 18:00 | (11-10) |         |           | Meirotels-Halle, Rotenburg an der Fulda Arbitri: Herczeg, Südi |
| 20 august 1999 18:00 | Cronica |         |           | Meirotels-Halle, Rotenburg an der Fulda Arbitri: Herczeg, Südi |

| 20 august 1999 20:00 | Norvegia | 25 - 23 | Germania | Meirotels-Halle, Rotenburg an der Fulda Arbitri: León, Trillo |
| 20 august 1999 20:00 | (10-12)  |         |          | Meirotels-Halle, Rotenburg an der Fulda Arbitri: León, Trillo |
| 20 august 1999 20:00 | Cronica  |         |          | Meirotels-Halle, Rotenburg an der Fulda Arbitri: León, Trillo |

| 21 august 1999 16:00 | Cehia   | 18 - 20 | Croația | Meirotels-Halle, Rotenburg an der Fulda Asistență: 300 Arbitri: Iudhiț, Kot |
| 21 august 1999 16:00 | (8-12)  |         |         | Meirotels-Halle, Rotenburg an der Fulda Asistență: 300 Arbitri: Iudhiț, Kot |
| 21 august 1999 16:00 | Cronica |         |         | Meirotels-Halle, Rotenburg an der Fulda Asistență: 300 Arbitri: Iudhiț, Kot |

| 21 august 1999 18:00 | Danemarca | 21 - 20 | Norvegia | Meirotels-Halle, Rotenburg an der Fulda Asistență: 400 Arbitri: Acev, Nikolovski |
| 21 august 1999 18:00 | (11-7)    |         |          | Meirotels-Halle, Rotenburg an der Fulda Asistență: 400 Arbitri: Acev, Nikolovski |
| 21 august 1999 18:00 | Cronica   |         |          | Meirotels-Halle, Rotenburg an der Fulda Asistență: 400 Arbitri: Acev, Nikolovski |

| 21 august 1999 20:00 | Germania | 20 - 21 | Rusia | Meirotels-Halle, Rotenburg an der Fulda Asistență: 800 Arbitri: Marić, Gardinovački |
| 21 august 1999 20:00 | (7-8)    |         |       | Meirotels-Halle, Rotenburg an der Fulda Asistență: 800 Arbitri: Marić, Gardinovački |
| 21 august 1999 20:00 | Cronica  |         |       | Meirotels-Halle, Rotenburg an der Fulda Asistență: 800 Arbitri: Marić, Gardinovački |

| 22 august 1999 16:00 | Germania | 27 - 19 | Danemarca | Meirotels-Halle, Rotenburg an der Fulda Asistență: 400 Arbitri: Iudhiț, Kot |
| 22 august 1999 16:00 | (13-10)  |         |           | Meirotels-Halle, Rotenburg an der Fulda Asistență: 400 Arbitri: Iudhiț, Kot |
| 22 august 1999 16:00 | Cronica  |         |           | Meirotels-Halle, Rotenburg an der Fulda Asistență: 400 Arbitri: Iudhiț, Kot |

| 22 august 1999 18:00 | Rusia   | 29 - 21 | Croația | Meirotels-Halle, Rotenburg an der Fulda Asistență: 400 Arbitri: León, Trillo |
| 22 august 1999 18:00 | (12-10) |         |         | Meirotels-Halle, Rotenburg an der Fulda Asistență: 400 Arbitri: León, Trillo |
| 22 august 1999 18:00 | Cronica |         |         | Meirotels-Halle, Rotenburg an der Fulda Asistență: 400 Arbitri: León, Trillo |

| 22 august 1999 20:00 | Norvegia | 26 - 16 | Cehia | Meirotels-Halle, Rotenburg an der Fulda Asistență: 200 Arbitri: Herczeg, Südi |
| 22 august 1999 20:00 | (14-8)   |         |       | Meirotels-Halle, Rotenburg an der Fulda Asistență: 200 Arbitri: Herczeg, Südi |
| 22 august 1999 20:00 | Cronica  |         |       | Meirotels-Halle, Rotenburg an der Fulda Asistență: 200 Arbitri: Herczeg, Südi |

| 24 august 1999 16:00 | Cehia   | 15 - 29 | Germania | Meirotels-Halle, Rotenburg an der Fulda Asistență: 650 Arbitri: Acev, Nikolovski |
| 24 august 1999 16:00 | (6-16)  |         |          | Meirotels-Halle, Rotenburg an der Fulda Asistență: 650 Arbitri: Acev, Nikolovski |
| 24 august 1999 16:00 | Cronica |         |          | Meirotels-Halle, Rotenburg an der Fulda Asistență: 650 Arbitri: Acev, Nikolovski |

| 24 august 1999 18:00 | Croația | 25 - 16 | Norvegia | Meirotels-Halle, Rotenburg an der Fulda Asistență: 800 Arbitri: Iudhiț, Kot |
| 24 august 1999 18:00 | (14-7)  |         |          | Meirotels-Halle, Rotenburg an der Fulda Asistență: 800 Arbitri: Iudhiț, Kot |
| 24 august 1999 18:00 | Cronica |         |          | Meirotels-Halle, Rotenburg an der Fulda Asistență: 800 Arbitri: Iudhiț, Kot |

| 24 august 1999 20:00 | Rusia   | 21 - 22 | Danemarca | Meirotels-Halle, Rotenburg an der Fulda Asistență: 150 Arbitri: Herczeg, Südi |
| 24 august 1999 20:00 | (11-10) |         |           | Meirotels-Halle, Rotenburg an der Fulda Asistență: 150 Arbitri: Herczeg, Südi |
| 24 august 1999 20:00 | Cronica |         |           | Meirotels-Halle, Rotenburg an der Fulda Asistență: 150 Arbitri: Herczeg, Südi |

| 25 august 1999 16:00 | Danemarca | 20 - 17 | Cehia | Meirotels-Halle, Rotenburg an der Fulda Asistență: 400 Arbitri: Marić, Gardinovački |
| 25 august 1999 16:00 | (10-6)    |         |       | Meirotels-Halle, Rotenburg an der Fulda Asistență: 400 Arbitri: Marić, Gardinovački |
| 25 august 1999 16:00 | Cronica   |         |       | Meirotels-Halle, Rotenburg an der Fulda Asistență: 400 Arbitri: Marić, Gardinovački |

| 25 august 1999 18:00 | Norvegia | 25 - 30 | Rusia | Meirotels-Halle, Rotenburg an der Fulda Asistență: 500 Arbitri: León, Trillo |
| 25 august 1999 18:00 | (10-14)  |         |       | Meirotels-Halle, Rotenburg an der Fulda Asistență: 500 Arbitri: León, Trillo |
| 25 august 1999 18:00 | Cronica  |         |       | Meirotels-Halle, Rotenburg an der Fulda Asistență: 500 Arbitri: León, Trillo |

| 25 august 1999 20:00 | Croația | 27 - 28 | Germania | Meirotels-Halle, Rotenburg an der Fulda Asistență: 1.000 Arbitri: Herczeg, Südi |
| 25 august 1999 20:00 | (12-14) |         |          | Meirotels-Halle, Rotenburg an der Fulda Asistență: 1.000 Arbitri: Herczeg, Südi |
| 25 august 1999 20:00 | Cronica |         |          | Meirotels-Halle, Rotenburg an der Fulda Asistență: 1.000 Arbitri: Herczeg, Südi |

## Semifinalele și meciurile de clasament

### Schema
|  | Semifinalele   | Semifinalele   |    |                | Finala         | Finala |  |
|  |                |                |    |                |                |        |  |
|  | 28 august 1999 |                |    |                |                |        |  |
|  | România        | 19             |    |                |                |        |  |
|  | Germania       | 15             |    |                |                |        |  |
|  |                |                |    |                |                |        |  |
|  |                |                |    |                | 29 august 1999 |        |  |
|  |                |                |    |                | România        | 31     |  |
|  |                | Rusia          | 26 |                |                |        |  |
|  |                |                |    |                |                |        |  |
|  |                |                |    |                |                |        |  |
|  |                |                |    |                | Finala mică    |        |  |
|  | 28 august 1999 | 28 august 1999 |    | 29 august 1999 | 29 august 1999 |        |  |
|  | Rusia          | 28             |    | Suedia         | 13             |        |  |
|  | Suedia         | 25             |    |                | Germania       | 25     |  |

### Meciul pentru locurile 11-12
| 27 august 1999 13:00 | Slovacia | 17 - 10 | Cehia | Jahnhalle, Bad Hersfeld Asistență: 100 Arbitri: Kalvo, Reymert |
| 27 august 1999 13:00 | (8-4)    |         |       | Jahnhalle, Bad Hersfeld Asistență: 100 Arbitri: Kalvo, Reymert |
| 27 august 1999 13:00 | Cronica  |         |       | Jahnhalle, Bad Hersfeld Asistență: 100 Arbitri: Kalvo, Reymert |

### Meciul pentru locurile 9-10
| 27 august 1999 15:30 | Turcia  | 24 - 27 | Norvegia | Jahnhalle, Bad Hersfeld Asistență: 500 Arbitri: Iudhiț, Kot |
| 27 august 1999 15:30 | (14-13) |         |          | Jahnhalle, Bad Hersfeld Asistență: 500 Arbitri: Iudhiț, Kot |
| 27 august 1999 15:30 | Cronica |         |          | Jahnhalle, Bad Hersfeld Asistență: 500 Arbitri: Iudhiț, Kot |

### Meciul pentru locurile 7-8
| 27 august 1999 18:00 | Polonia | 14 - 20 | Danemarca | Jahnhalle, Bad Hersfeld Asistență: 300 Arbitri: Marić, Gardinovački |
| 27 august 1999 18:00 | (14-13) |         |           | Jahnhalle, Bad Hersfeld Asistență: 300 Arbitri: Marić, Gardinovački |
| 27 august 1999 18:00 | Cronica |         |           | Jahnhalle, Bad Hersfeld Asistență: 300 Arbitri: Marić, Gardinovački |

### Meciul pentru locurile 5-6
| 27 august 1999 20:30 | Ungaria | 15 - 18 | Croația | Jahnhalle, Bad Hersfeld Asistență: 200 Arbitri: Borisov, Medvedev |
| 27 august 1999 20:30 | (4-12)  |         |         | Jahnhalle, Bad Hersfeld Asistență: 200 Arbitri: Borisov, Medvedev |
| 27 august 1999 20:30 | Cronica |         |         | Jahnhalle, Bad Hersfeld Asistență: 200 Arbitri: Borisov, Medvedev |

### Semifinalele
| 28 august 1999 16:00 | România | 19 - 15 | Germania | Meirotels-Halle, Rotenburg an der Fulda Asistență: 1.200 Arbitri: Acev, Nikolovski |
| 28 august 1999 16:00 | (9-8)   |         |          | Meirotels-Halle, Rotenburg an der Fulda Asistență: 1.200 Arbitri: Acev, Nikolovski |
| 28 august 1999 16:00 | Cronica |         |          | Meirotels-Halle, Rotenburg an der Fulda Asistență: 1.200 Arbitri: Acev, Nikolovski |

| 28 august 1999 18:00 | Rusia   | 28 - 25 | Suedia | Meirotels-Halle, Rotenburg an der Fulda Asistență: 1.100 Arbitri: Herczeg, Südi |
| 28 august 1999 18:00 | (14-11) |         |        | Meirotels-Halle, Rotenburg an der Fulda Asistență: 1.100 Arbitri: Herczeg, Südi |
| 28 august 1999 18:00 | Cronica |         |        | Meirotels-Halle, Rotenburg an der Fulda Asistență: 1.100 Arbitri: Herczeg, Südi |

### Finala mică
| 29 august 1999 16:00 | Suedia  | 13 - 25 | Germania | Meirotels-Halle, Rotenburg an der Fulda Asistență: 1.500 Arbitri: Kalvo, Reymert |
| 29 august 1999 16:00 | (6-11)  |         |          | Meirotels-Halle, Rotenburg an der Fulda Asistență: 1.500 Arbitri: Kalvo, Reymert |
| 29 august 1999 16:00 | Cronica |         |          | Meirotels-Halle, Rotenburg an der Fulda Asistență: 1.500 Arbitri: Kalvo, Reymert |

### Finala
| 29 august 1999 18:00 | România | 31 - 26 | Rusia | Meirotels-Halle, Rotenburg an der Fulda Asistență: 1.500 Arbitri: León, Trillo |
| 29 august 1999 18:00 | (15-14) |         |       | Meirotels-Halle, Rotenburg an der Fulda Asistență: 1.500 Arbitri: León, Trillo |
| 29 august 1999 18:00 | Cronica |         |       | Meirotels-Halle, Rotenburg an der Fulda Asistență: 1.500 Arbitri: León, Trillo |

## Clasament și statistici
| Loc | Echipă    |
| --- | --------- |
|     | România   |
|     | Rusia     |
|     | Germania  |
| 4   | Suedia    |
| 5   | Croația   |
| 6   | Ungaria   |
| 7   | Danemarca |
| 8   | Polonia   |
| 9   | Norvegia  |
| 10  | Turcia    |
| 11  | Slovacia  |
| 12  | Cehia     |

| Campionatul European de Handbal Feminin pentru Junioare din 1999 · România · Primul titlu Echipa: Florentina Grecu, Tereza Tamaș, Gabriela Vasile, Ionela Gâlcă, Florentina Trăistaru, Adriana Gontariu, Oana Chirilă, Simona Sârbu, Mihaela Urcan, Cristina Dârjan, Diana Meiroșu, Amelia Busuioceanu, Cătălina Cioaric, Cristina Niculae, Mihaela Nedelcu. Antrenor principal: Aurelian Roșca. |

| Post          | Handbalistă            |
| ------------- | ---------------------- |
| Portar        | Florentina Grecu (ROU) |
| Pivot         | Ionela Gâlcă (ROU)     |
| Inter dreapta | Oana Chirilă (ROU)     |

### Statisticile echipei României la Campionatul European
Conform paginii oficiale a Federației Române de Handbal:
| Nr | Nume                   | Post            | Înălțime | Greutate | Data nașterii     | MJ | GM | Echipă            |
| -- | ---------------------- | --------------- | -------- | -------- | ----------------- | -- | -- | ----------------- |
| 1  | Florentina Grecu       | Portar          | 1,84 m   | 69 kg    | 28 iulie 1982     | 7  | 0  | CSȘ Craiova       |
| 2  | Tereza Tamaș           | Portar          | 1,84 m   | 69 kg    | 28 aprilie 1982   | 6  | 0  | CSȘ Roman         |
| 3  | Gabriela Vasile        | Portar          | 1,70 m   | 63 kg    | 2 februarie 1982  | 1  | 0  | CSȘ 2 București   |
| 4  | Ionela Gâlcă           | Pivot           | 1,75 m   | 75 kg    | 9 ianuarie 1981   | 7  | 30 | CSȘ Constanța     |
| 5  | Oana Chirilă           | Inter dreapta   | 1,78 m   | 63 kg    | 3 mai 1981        | 7  | 41 | CSȘ Viitorul Cluj |
| 6  | Amelia Busuioceanu     | Centru          | 1,70 m   | 72 kg    | 14 martie 1981    | 7  | 31 | CSȘ Slatina       |
| 7  | Cătălina Cioaric       | Extremă dreapta | 1,72 m   | 63 kg    | 11 februarie 1982 | 5  | 3  | CSȘ Galați        |
| 8  | Florentina Trăistaru   | Pivot           | 1,77 m   | 70 kg    | 19 mai 1982       | 6  | 4  | CSȘ Turnu Severin |
| 9  | Simona Sârbu (căpitan) | Inter stânga    | 1,77 m   | 74 kg    | 21 iulie 1981     | 7  | 24 | CSȘ Dinamo Brașov |
| 10 | Mihaela Nedelcu        | Extremă dreapta | 1,73 m   | 64 kg    |                   | 2  | 0  | CSȘ Bacău         |
| 11 | Mihaela Urcan          | Inter dreapta   | 1,80 m   | 68 kg    | 14 iunie 1982     | 7  | 25 | CSȘ Viitorul Cluj |
| 12 | Adriana Gontariu       | Pivot           | 1,76 m   | 72 kg    | 25 aprilie 1982   | 7  | 7  | CSȘ Zalău         |
| 13 | Cristina Niculae       | Extremă stânga  | 1,69 m   | 63 kg    | 18 ianuarie 1981  | 7  | 6  | CSȘ 2 București   |
| 14 | Cristina Dârjan        | Inter stânga    | 1,77 m   | 69 kg    | 21 februarie 1981 | 7  | 22 | LPS Brăila        |
| 15 | Diana Meiroșu          | Inter stânga    | 1,79 m   | 72 kg    | 7 iulie 1981      | 1  | 1  | CSȘ Galați        |

### Banca tehnică a României
| Post               | Nume              |
| ------------------ | ----------------- |
| Antrenor principal | Aurelian Roșca    |
| Antrenor secund    | Marcel Șerban     |
| Antrenor secund    | Gabriela Turea    |
| Medic              | Mariana Georgescu |
| Maseur             | Cornel Conț       |
| Antrenor federal   | Remus Drăgănescu  |